# Kryptopterus macrocephalus
Kryptopterus macrocephalus är en fiskart som först beskrevs av Bleeker, 1858.  Kryptopterus macrocephalus ingår i släktet Kryptopterus och familjen malfiskar. IUCN kategoriserar arten globalt som livskraftig. Inga underarter finns listade i Catalogue of Life.